# 詐欺罪
詐欺罪（さぎざい）とは、人を欺いて財物を交付させたり、財産上不法の利益を得たりする行為（例えば無銭飲食や無銭宿泊を行う、無賃乗車するなど、本来有償で受けるべき待遇やサービスを不法に受けること。また債務を不法に免れるなどすること）、または他人にこれを得させる行為を内容とする犯罪のこと。刑法第246条に規定されている。未遂も罰せられる（250条）が、予備行為は処罰されない。

## 概要
詐欺罪の保護法益は個人の財産であり、単に「騙した」だけの場合や財産以外の利益が侵害された場合は成立しない。成立の条件は、人を欺く行為によって、錯誤に陥れ、財物を交付させたり、瑕疵のある意思表示を行わせたりすることをいう。そのため、社会一般でいう詐欺の概念とはやや乖離している。
広義には、詐欺罪や詐欺利得罪のほか、準詐欺罪（刑法第248条）や電子計算機使用詐欺罪（刑法第246条の2）を含む。

## 客体
本罪には、財物を客体とする罪（財物罪）と、財産上の利益を客体とする罪（利得罪）が存在する。246条1項に規定された財物罪としての詐欺罪（狭義の詐欺罪）を一項詐欺罪または詐欺取財罪といい、同条2項に規定された利得罪としての詐欺罪を二項詐欺罪または詐欺利得罪という。
原則として、他人の財物、他人の財産上の利益が客体であるが、自己の財物であっても、他人が占有し、又は公務所の命令により他人が看守するものであるときは、他人の財物とみなされる（刑法251条・242条）。また、電気も財物に含まれる（刑法251条・245条）。

## 構成要件
1. 一般社会通念上、相手方を錯誤に陥らせて財物ないし財産上の利益の処分させるような行為をすること（欺罔行為又は詐欺行為）
2. 相手方が錯誤に陥ること（錯誤）
3. 錯誤に陥った相手方が、その意思に基づいて財物ないし財産上の利益の処分をすること（処分行為）
4. 財物の占有又は財産上の利益が行為者ないし第三者に移転すること（占有移転、利益の移転）
5. 上記1〜4の間に因果関係が認められ、また、行為者に行為時においてその故意及び不法領得の意思があったと認められること[注 1]

### 欺罔行為
欺罔(きもう)行為は相手方に処分行為をさせることに向けられたものでなければならない。また、錯誤を引き起こさせる行為であるから、相手方は人でなければならず、機械を騙したとしても本罪は成立しない（ただし電子計算機使用詐欺罪が成立する可能性はある）。
欺罔行為の手段に制限はないため、言語による場合に限らず動作・態度による場合も含み、また作為・不作為も問わない。例えば釣銭詐欺の事例において、店員が釣銭を間違えて多く渡したことをその場で気づいたにもかかわらず、そのことを告げずに立ち去る行為は、不作為による詐欺罪が成立すると解されている（あとで気づいたが返さない場合遺失物等横領罪が成立する可能性がある）。
積極的欺罔
虚偽の事実を表示する事による欺罔。
消極的欺罔
真実を告げない事による欺罔。

### 錯誤
欺罔行為の結果、相手方が錯誤に陥ることを要する。
例として、挙げられるものに、欺罔行為の相手方が、それが真実ではないことを認識したが、行為者に憐憫の情を覚え財物を交付した件について詐欺罪の既遂を否定した判例（大審院判決大正11年12月22日集1.821）がある。

### 処分行為
欺かれた相手方（被欺罔者）が処分行為をしなければならないため、被欺罔者は財産の処分権者でなければならない。財産の処分権者でなければ窃盗罪が成立する可能性がある。ただし、被欺罔者が被害者（財物の所有者や、財産上の利益が帰属する人）である必要はなく、両者が異なる場合を三角詐欺という。

## 他の領得罪との対比
- 不法領得の意思をもって他人の占有する財物を取得する点で、窃盗罪や強盗罪と共通する（広義の奪取罪又は移転罪）が、占有の移転が相手方の意思に基づく点で異なる。
- 占有移転が相手方の瑕疵ある意思に基づく点で、恐喝罪と共通するが、その意思が畏怖でなく錯誤によるものである点で異なる。

## 詐欺の手口一覧
※「警察庁犯罪手口資料取扱細則」による
1 売りつけ詐欺
物品等の販売を口実として金品を騙し取る。
2 買い受け詐欺
物品等の買い受けを口実として金品を騙し取る。
3 借用詐欺（俗称・借り逃げ）
借用を口実として金品を騙し取る。寸借詐欺。
4 不動産利用詐欺
不動産の運用利用を口実として金品を騙し取る。
5 有価証券等利用詐欺
真正な有価証券等を利用して金品を騙し取る。
値引きシールを他のものに貼り付けて商品を購入する行為もこちらに該当する。
6 無銭詐欺
人を欺いて宿泊、飲食（いわゆる食い逃げ）、乗車等をし、財産上不法の利益を得る。
7 募集詐欺
募集を口実に金品を騙し取る。
8 職権詐欺
身分を詐称し、検査や捜査などを装い、押収や没収、内済などを口実に金品を騙し取る。
9 両替・釣銭詐欺
両替を依頼、あるいは商品等の代金を支払うように装い、両替金や釣銭を騙し取る。
10 留守宅詐欺
留守宅を訪問し、口実を設けて当該家の家人から金品を騙し取る。
11 保険金詐欺
保険金を受け取る資格を偽り、保険金を騙し取る。
12 横取り詐欺
金品を受け取る権利のある者を装い、金品を騙し取る。
13 受託詐欺
口実を設けて受託し、金品を騙し取る。
14 その他
前記のいずれにも該当しないが、詐欺罪構成要件に該当する詐欺。
霊能力や超能力など称しての献金勧誘や販売（霊感商法を参照）。特殊詐欺、結婚詐欺、養育費の不払い、公営住宅の不正使用、不正入居、生活保護の不正受給など。
15 その他
前記のいずれにも該当しないが、詐欺罪構成要件に該当しない詐欺。

## 法定刑
犯罪をおこなったものは10年以下の拘禁刑に処され、犯罪によって得たものは没収（19条）または追徴（20条）される。組織的に行った場合は組織的な犯罪の処罰及び犯罪収益の規制等に関する法律により1年以上の有期拘禁刑と罪が重くなる（同法3条第1項第13号）。

## 未遂罪
詐欺罪の未遂は処罰される（刑法250条）。実行の着手は欺罔行為の時点である。処分行為の時点では既遂に達してしまう。

## 親族間の犯罪に関する特例
親族間の犯罪に関する特例の規定が準用されている（刑法251条・244条）。

## 特異な適用例
動物を虐待する目的で引き取ったケースについて、詐欺罪が適用された例がある。

## 証拠方法
詐欺の被害を受けたと考えた者が、相手方の説明内容に不審を抱き、後日の証拠とするため、相手方に同意を得ずに会話をテープに秘密録音した場合、そのテープを証拠として採用するのは違法収集証拠排除法則に反しない（最二小決平成12年7月12日）。
募金詐欺の検挙歴があり執行猶予中に再度募金詐欺をしたとして起訴された事件で、すでに被告人の主観面以外が他の証拠で明らかな場合、故意のごとき主観的要素を、被告人の同種前科の内容によって認定された例がある（最三小決昭和41年11月22日）。